# Borcea
Borcea là một xã thuộc hạt Călărași, România. Dân số thời điểm năm 2002 là 9676 người.